# Mounth
La Mounth est une chaîne de collines qui borde la Dee à son sud-est, dans le Nord de l'Écosse.